# 남부 레바논 분쟁 (1985년~2000년)

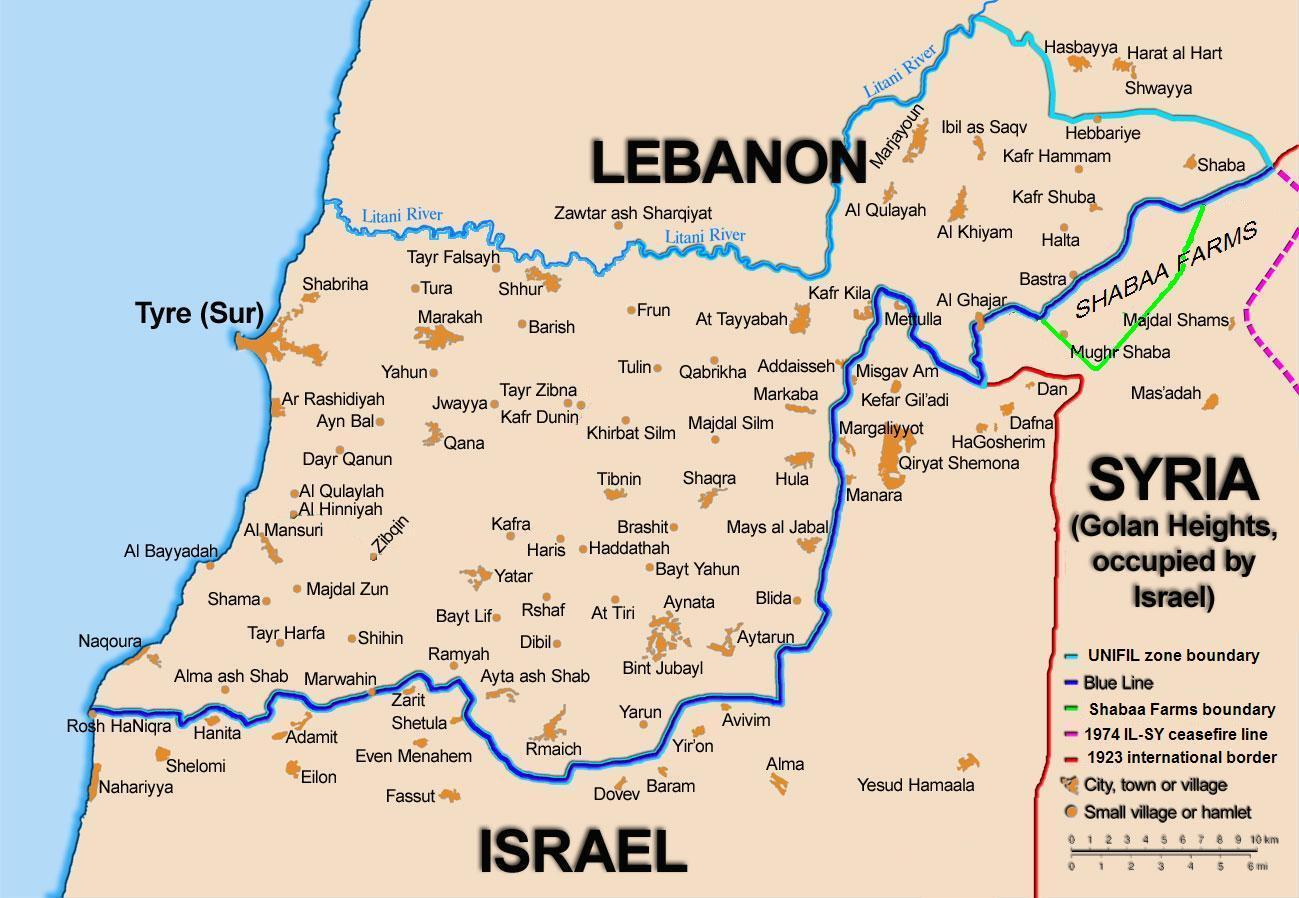
블루 라인은 레바논-이스라엘 국경을 포함한다. 확장된 부분은 레바논-골란고원 국경을 포함한다.

남부 레바논 분쟁은 1982년 또는 1985년부터 2000년 이스라엘의 철수까지 이스라엘 점령 하의 레바논 남부에서 발생한 무력 분쟁이다. 헤즈볼라는 다른 시아파 무슬림 및 좌익 게릴라들과 함께 이스라엘과 그 동맹국인 기독교가 주도하는 남레바논군 (SLA)에 맞서 싸웠다. 남레바논군은 이스라엘 방위군 (IDF)의 군사적 및 물류적 지원을 받았고, 이전의 이스라엘 지원 자유 레바논 국가의 뒤를 이은 이스라엘 지원 남레바논 임시 정부의 관할 하에 활동했다. 이스라엘은 공식적으로 이 분쟁을 레바논 보안 지대 작전이라고 부르며, 갈릴리 평화 작전 종료 후인 1982년 9월 30일에 시작되었다고 간주한다. 이 분쟁은 레바논 내전 (1975–1990)의 연장선으로도 볼 수 있다.
이스라엘은 1978년과 1982년에 레바논을 침공하여 남부 레바논 팔레스타인 반란을 종식시키고 레바논 내전에서 마론파 기독교인들을 지원했다. 1982년 침공으로 팔레스타인 해방기구 (PLO)는 레바논을 떠났고, 이는 이스라엘 점령의 시작을 알렸다. 1982년 9월, 무장 단체들은 레바논 남부에서 이스라엘군을 공격하기 시작했다. 게릴라 공격으로 사상자가 증가하면서 이스라엘 방위군은 1983년 9월 3일 아왈리 강 남쪽으로 후퇴했다. 이스라엘 방위군은 1985년 2월 레바논에서 단계적으로 철수를 시작했다. 4월 29일에는 국경을 따라 "보안 지대"로 철수했고, 6월 10일에는 대부분의 이스라엘 방위군 병력이 "보안 지대"에서 철수하고 소수만이 남레바논군을 지원했다. 존재 기간 내내 "보안 지대"에는 약 1,500명의 이스라엘 방위군과 2,500명의 남레바논군 병력이 항상 주둔했다.
점령은 시아파 이슬람주의 준군사 조직인 헤즈볼라의 창설로 이어졌다. 헤즈볼라는 이란과 시리아의 지원을 받아 이스라엘 방위군과 남레바논군에 대한 게릴라전을 벌였다. 이스라엘 방위군과 남레바논군은 대분란전에 참여했지만, 이스라엘은 장기적인 전략이 없었다. 헤즈볼라가 갈릴래아 지역에 로켓 공격을 가하는 빈도가 늘어나면서, 이스라엘 북부 공동체를 보호한다는 보안 지대의 공식적인 명분은 모순적으로 보였다. 헤즈볼라는 또한 심리전에도 능숙하여 이스라엘군에 대한 공격을 자주 기록했다. 이스라엘은 1990년대에 레바논 남부에서 두 차례의 주요 작전을 개시했다. 1993년의 책임감 작전과 1996년의 분노의 포도 작전이 그것이다. 1997년 이스라엘 헬리콥터 재난 이후, 이스라엘 대중은 레바논 남부 점령을 유지할 가치에 대해 진지하게 의문을 제기하기 시작했다. 네 명의 어머니 운동은 대중 담론의 전면에 나서 완전 철수를 지지하는 여론을 형성하는 데 주도적인 역할을 했다.
이스라엘 정부는 시리아와, 더 나아가 레바논과의 광범위한 합의 내에서 보안 지대에서 철수하기를 희망했다. 시리아와의 대화는 실패했다. 1999년 이스라엘 총선에서 철수를 공약으로 내세워 당선된 새로운 이스라엘 총리 에후드 바라크는 1978년 유엔 안전 보장 이사회 결의 제425호에 따라 2000년 5월 25일 레바논 남부에서 이스라엘군을 일방적으로 철수시켰다. 이스라엘의 철수 직후 남레바논군은 즉시 완전 붕괴되었고, 많은 병력들이 이스라엘로 도피했다. 레바논 정부와 헤즈볼라는 이스라엘이 셰바팜스에서 철수하지 않았기 때문에 레바논 남부에서의 철수가 불완전하다고 간주한다. 2020년, 이스라엘은 이 분쟁을 이스라엘 방위군의 군사 작전으로 인정했다.

## 배경
1948년 아랍-이스라엘 전쟁 이후, 유엔의 중재로 1949년 휴전 협정이 체결되었다. 레바논-이스라엘 협정은 지중해에서 하스바니강의 삼합점에 이르는 레바논과 팔레스타인 간의 기존 국제 국경과 정확히 일치하는 휴전선을 설정했다. 하스바니강의 삼합점에서 국경은 가잘 마을까지 강을 따라 북쪽으로 이어지며, 그 다음 북동쪽으로 레바논-시리아 국경을 형성한다. 삼합점의 남쪽 경계는 1923년 팔레스타인-시리아 국경이다. 이스라엘군은 분쟁 중 마르자윤, 빈트 주바일, 리타니강 근처 지역을 포함하여 레바논 영토 내 13개 마을을 점령했지만, 국제적인 압력과 휴전 협정 이후 철수했다.
이스라엘-레바논 국경은 비교적 조용했지만, 모셰 샤레트의 일기에는 이 지역에 대한 지속적인 영토적 관심이 나타나 있다. 1954년 5월 16일, 국방부와 외교부 고위 관리들의 공동 회의에서 벤 구리온은 시리아와 이라크 간의 긴장 고조와 시리아 내부 문제로 인해 레바논 문제를 제기했다. 모셰 다얀은 레바논에 진입하여 필요한 영토를 점령하고 이스라엘과 동맹을 맺을 기독교 정권을 수립하는 데 열정적인 지지를 표명했다. 이 문제는 1956년 세브르 의정서 논의에서 다시 제기되었다.
1967년 제3차 중동 전쟁에서의 이스라엘 승리는 레바논을 제외한 모든 이웃 국가에서 점령 지역을 크게 확장시켰다. 골란고원 점령으로 인해 실질적인 레바논-이스라엘 국경의 길이가 늘어났다. 방어를 위한 명시된 요구 사항에도 불구하고, 이후 이스라엘의 레바논 확장은 1977년 선거 이후 매우 유사한 조건으로 이어졌는데, 이 선거에서 처음으로 수정 시온주의 리쿠드가 집권했다.

### 이스라엘과 팔레스타인 무장 단체 간의 분쟁 발생
1960년대 후반부터 특히 1970년대, 요르단에서 검은 9월 사태로 PLO가 패배한 후, 팔레스타인 해방기구와 연계된 실향 팔레스타인 무장 단체들이 남부 레바논에 정착하기 시작했다. 팔레스타인 민병대의 통제되지 않는 증강과 그들이 행사한 광범위한 자율성은 남부 레바논에 대한 통칭 "파타랜드"라는 용어를 낳았다. 1970년대 중반부터 다양한 레바논 파벌과 팔레스타인인들 간의 긴장이 폭발하여 레바논 내전으로 이어졌다.
1970년대에 팔레스타인 조직들의 다발적인 공격과 레바논 내전으로 인한 증가된 공격 이후, 이스라엘 정부는 조치를 취하기로 결정했다. PLO의 거점을 해체하고 파괴하려는 의도로 이스라엘은 1978년 잠시 레바논을 침공했지만, 이 침공의 결과는 엇갈렸다. PLO는 리타니 강 북쪽으로 밀려났다. 그들이 돌아오는 것을 막기 위해 유엔 레바논 임시군 (UNIFIL)을 배치하여 완충 지대가 만들어졌다.
이전의 비밀 지원에 이어, 이스라엘은 반군인 사드 하다드의 기독교 자유 레바논군 영토를 기반으로 한 두 번째 완충 지대를 세웠으며, 처음에는 마르자윤과 클라야 마을에만 기반을 두었다. 이제 공개된 이스라엘군의 기독교군 지원은 강화되었다. 처음으로 이스라엘은 남부 레바논의 피해로 인해 세계 언론에서 상당한 부정적인 보도를 받았는데, 약 20만 명의 레바논인, 주로 시아파 무슬림이 이 지역을 떠나 베이루트 남부 교외로 흘러들어갔다. 이는 간접적으로 레바논 주둔 시리아군이 6월 말에 기독교도들에게 등을 돌리게 했고, 진행 중인 레바논 내전의 역학 관계를 복잡하게 만들었다.

### 1982년 이스라엘 레바논 침공
1982년, 이스라엘군은 레바논 영토에 대한 전면 침공인 "갈릴리 평화 작전"을 시작했다. 이 침공은 1978년 리타니 작전 이후 이루어졌으며, 이스라엘에게 이스라엘-레바논 국경 근처 영토를 점령하게 했다. 이 후속 침공은 PLO를 통일된 정치 및 군사력으로서 약화시키려는 시도였으며, 결국 PLO와 시리아군이 레바논에서 철수하는 결과를 낳았다.
이 작전이 끝날 무렵, 이스라엘은 베이루트에서 남쪽으로 레바논을 통제했으며, 베이루트에 친이스라엘 정부를 수립하여 평화 협정을 체결하려 했다. 이 목표는 부분적으로는 1982년 9월 바시르 제마옐 대통령의 암살과 레바논 의회의 협정 비준 거부로 인해 실현되지 못했다.
1982년 PLO군의 철수는 일부 레바논 민족주의자들이 레바논 공산당과 아말 운동의 주도 하에 이스라엘군에 대한 저항을 시작하게 만들었다. 이 시기 일부 아말 회원들은 이란의 지원을 받는 이슬람 단체 구성을 시작했는데, 이는 미래의 "이슬람 저항"의 핵이 되어 헤즈볼라 창설로 이어졌다.

## 연대기

### 1982년~1985년 점령 및 헤즈볼라의 출현

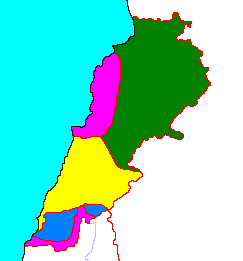
1982년 10월 레바논의 세력 균형을 보여주는 지도: 녹색 - 시리아 통제, 자주색 - 기독교 단체 통제, 노란색 - 이스라엘 통제, 파란색 - 유엔 통제

미국에 대한 적대 행위가 증가하여 1983년 베이루트 미국 대사관 폭탄 테러로 이어졌다. 이에 대응하여 미국은 이스라엘과 레바논 간의 적대 행위를 중단시키기 위해 5월 17일 협정을 중재했다. 이 협정은 결국 성사되지 못했고, 적대 행위는 계속되었다. 10월에는 베이루트의 미국 해병대 막사가 폭파되었으며, 이는 일반적으로 이슬람 저항 단체에 의한 것으로 알려져 있다. 이 사건 이후 미국은 레바논에서 군사력을 철수시켰다.
이 시기에 자살 폭탄 테러가 점점 더 흔해졌으며, 베이루트 근처와 남부에서 이스라엘 방위군(IDF)의 주요 관심사가 되었다. 가장 심각한 사건 중 하나는 티레에 있는 이스라엘 본부에 대한 두 차례의 자살 폭탄 테러로, 이로 인해 103명의 군인, 국경 경찰관, 신베트 요원이 사망하고 49~56명의 레바논인이 사망했다. 이스라엘은 이러한 행위가 나중에 헤즈볼라로 형성된 시아파 무장 세력에 의해 조직된 첫 번째 행동 중 하나라고 믿고 있다. 그 후 이스라엘은 슈프 산맥에서 철수했지만, 아왈리 강 남쪽의 레바논을 계속 점령했다.
남부 레바논에서 이슬람 민병대의 활동이 증가했고, 이스라엘과 친이스라엘 민병대 진지에 대한 게릴라 공격을 시작했다. 이스라엘군은 종종 보안 조치를 강화하고 민병대 진지에 대한 공습으로 대응했다. 모든 측의 사상자는 꾸준히 증가했다. PLO의 소멸로 남겨진 공백에서 남부 레바논의 혼란스러운 이슬람 무장 세력은 통합되기 시작했다.
이 시기에 새로 부상한 헤즈볼라는 곧 가장 중요한 이슬람 민병대가 되었다. 학자들은 헤즈볼라가 언제부터 독립적인 실체로 간주되었는지에 대해 의견이 일치하지 않는다. 시간이 지남에 따라 이슬람 지하드 대원, 피압박자 조직, 혁명 정의 조직과 같은 수많은 시아파 그룹 구성원들이 이 조직에 서서히 동화되었다.

### 남부 레바논으로의 이스라엘군 철수

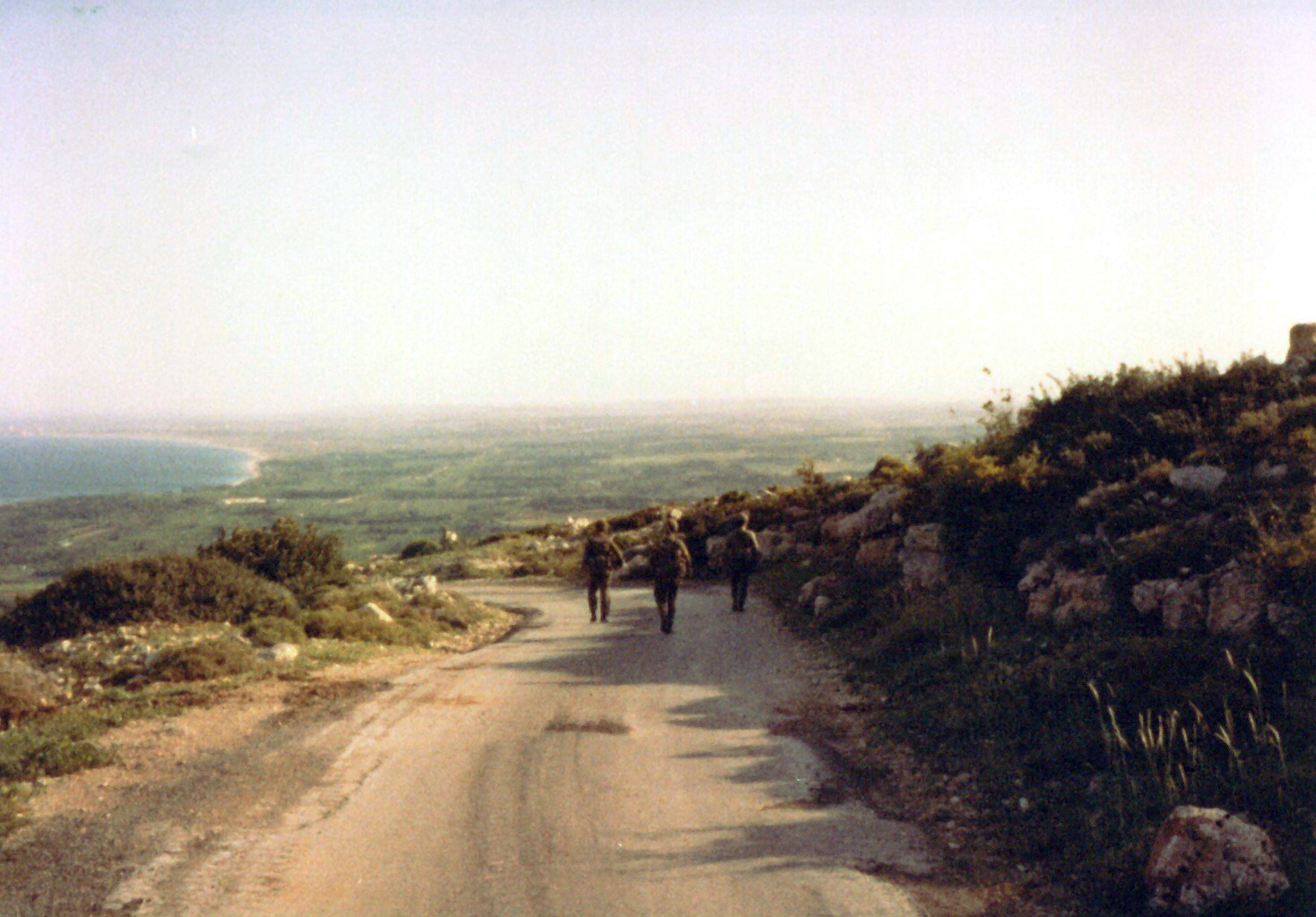
라스 비야다 근처 이스라엘 방위군 군사 순찰, 1986년

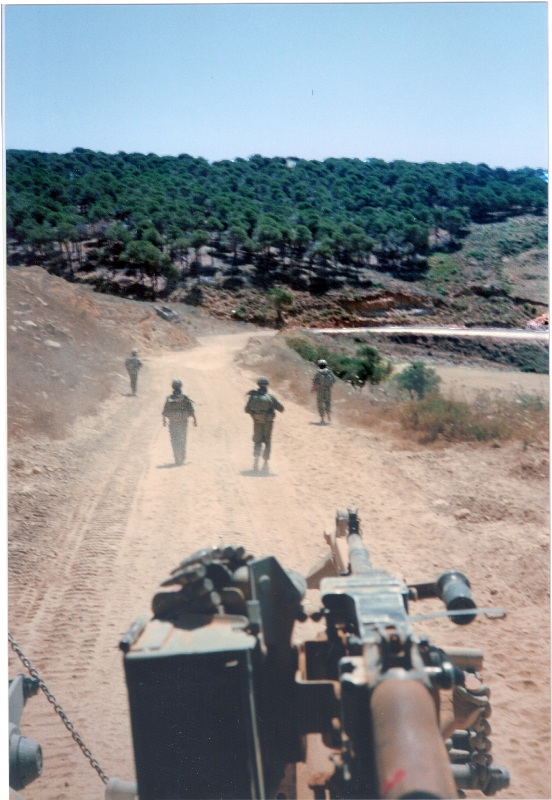
아이쉬예 레바논 근처 이스라엘 방위군 군사 순찰, 1993년

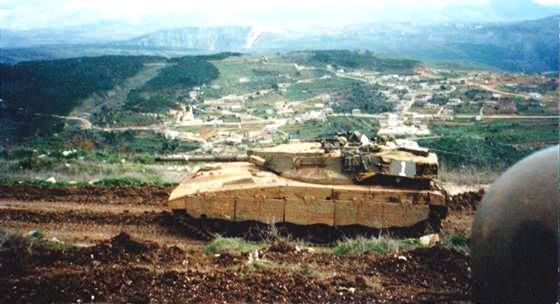
아이쉬예, 남부 레바논 샴리스 알 우르쿠브의 이스라엘 전차 진지, 1997년

1985년 2월 16일, 이스라엘은 시돈에서 철수하고 레바논군에게 넘겨주었다. 철수 과정에서 이스라엘인 15명이 사망하고 105명이 부상당했다. 수십 명의 남레바논군 회원들도 암살당했다. 철권 정책에 따라 이스라엘은 일련의 급습으로 보복했다. 3월 11일, 이스라엘군은 즈라리야 마을을 급습하여 40명을 살해했다.
3월 10일, 자살 폭탄 테러범이 이스라엘 내부 메툴라 근처에서 이스라엘군 호송대를 공격하여 이스라엘군 12명을 살해했다. 2월 중순부터 3월 중순까지 이스라엘은 사망자 18명과 부상자 35명을 냈다. 4월 9일, 한 시아파 소녀가 차량 폭탄을 이스라엘 방위군 호송대에 돌진시켰다. 다음 날, 지뢰로 인해 한 병사가 사망했다. 같은 기간 동안 이스라엘군은 5주 만에 레바논 게릴라 80명을 사살했다. 또 다른 1,800명의 시아파 교도들이 포로로 잡혔다. 이스라엘은 4월 24일 베카 계곡에서, 29일에는 티레에서 철수했지만, 남부 레바논에 보안 지대를 계속 점령했다.

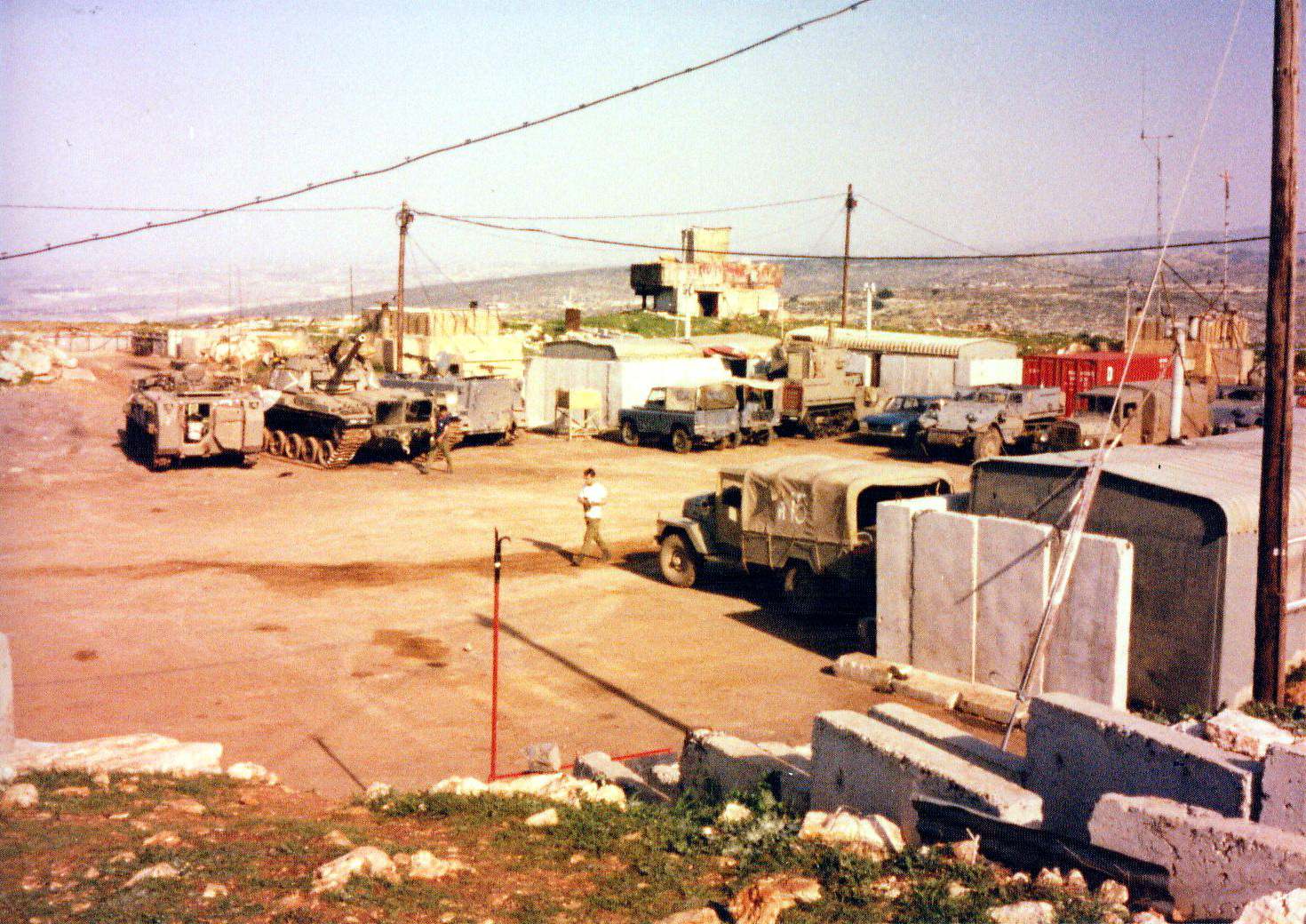
이스라엘 방위군 샤쿠프 엘-하르둔 군사 기지, 1986년

### 보안 지대 분쟁의 시작
1985년, 헤즈볼라는 "레바논과 세계의 억압받는 자들에게"라는 공개 서한을 발표했는데, 이 서한에서 세상은 억압받는 자들과 억압하는 자들로 나뉘어져 있다고 명시했다. 억압하는 자들은 주로 미국과 이스라엘로 지명되었다. 이 서한은 이슬람의 적들, 주로 서방에 대한 폭력 사용을 정당화하고 칭송했다.
보안 지대에 주둔한 이스라엘군과 남레바논군은 공격을 받기 시작했다. 첫 번째 주요 사건은 1985년 8월에 발생했는데, 아말 운동 출신으로 추정되는 레바논 게릴라들이 이스라엘군 호송대를 매복 공격했다. 이어진 총격전에서 이스라엘군 병사 2명과 공격자 3명이 사망했다.
주로 헤즈볼라의 활동으로 레바논 게릴라 공격이 증가했다. 이스라엘 점령에 맞선 전투에는 기습 게릴라 공격, 자살 폭탄 테러, 그리고 키르야트시모나를 포함한 북부 이스라엘의 민간인 목표물에 대한 카튜샤 로켓 공격이 포함되었다. 카튜샤 로켓은 효과적인 무기임이 입증되었고 남부 레바논에서 헤즈볼라 군사 능력의 주력이 되었다. 이러한 공격으로 인해 군인과 민간인 모두 사상자가 발생했다.
상당수의 레바논 게릴라들이 이스라엘군과 남레바논군과 싸우다 사망했으며, 많은 수가 포로로 잡혔다. 포로들은 종종 이스라엘 군사 교도소나 키암 구금 센터에서 남레바논군에 의해 구금되었고, 이곳에서 구금자들은 종종 고문을 당했다. 이스라엘의 레바논 포로들은 게릴라 활동에 참여한 혐의로 체포 및 구금되었으며, 많은 수가 장기간 구금되었다.

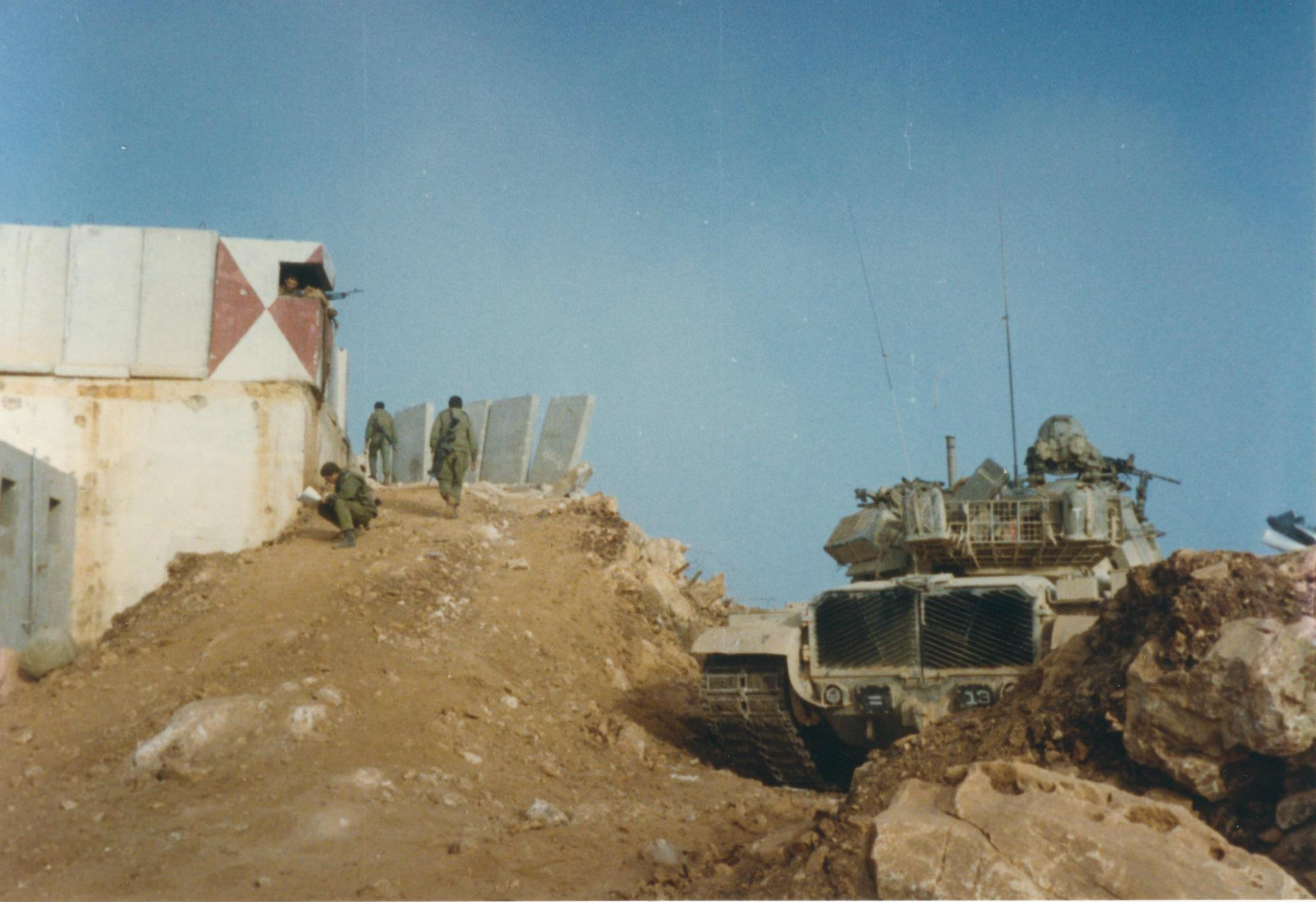
남레바논군 전초 기지, 1987년

1987년, 이슬람 저항군의 헤즈볼라 전투원들이 보안 지대에 있는 남레바논군의 브라쉬트 전초 기지를 습격하여 점령했다. 그곳의 수비병들 중 일부는 사망하거나 포로로 잡혔고, 헤즈볼라 깃발이 그 위에 세워졌다. 셔먼 전차 한 대는 폭파되었고 M113 장갑차 한 대는 나포되어 베이루트까지 의기양양하게 끌고 갔다. 1987년 9월, 이스라엘 항공기가 아인 알힐웨 난민 캠프 외곽에 있는 PLO 기지 3곳을 폭격하여 최대 41명이 사망했다. 이스라엘 대변인은 이 목표물들이 이스라엘에 대한 급습을 계획하고 있던 테러리스트 세포들이 사용하고 있었다고 밝혔다.
1988년 1월 2일, 아인 알힐웨와 시돈 북쪽 해안을 따라 이스라엘 공습으로 19명이 사망하고 14명이 부상당했다. 팔레스타인 해방인민전선 총사령부 소속 3명과 진보사회당 소속 3명이 사망자 중에 있었다. 어린이 7명과 여성 1명도 사망했다. 이 공습은 1987년 11월 25일 PFLP-GC 행글라이더 공격으로 이스라엘 방위군 병사 6명이 사망한 것에 대한 보복으로 보고되었다. 지난 2년간 레바논에 대한 이스라엘 공습은 약 40회였다.
1988년 5월, 이스라엘은 질서 유지 작전이라는 코드명으로 공격을 개시했는데, 1,500~2,000명의 이스라엘 군인들이 레바논 마을 메이둔 주변 지역을 급습했다. 이틀간의 전투에서 이스라엘 방위군은 50명의 헤즈볼라 전투원을 사살했으며, 3명이 사망하고 17명이 부상당했다.
1988년 10월 18일, 헤즈볼라 자살 차량 폭탄 테러로 이스라엘 병사 8명이 사망했다. 이스라엘은 광범위한 공중 및 지상 공격으로 대응했다.
이스라엘이 마라카 마을에 있는 헤즈볼라 본부를 파괴한 후, 헤즈볼라 자살 폭탄 테러범이 이스라엘-레바논 국경에서 군인을 태운 이스라엘 수송 트럭을 파괴했다. 이에 대응하여 이스라엘군은 헤즈볼라 차량 2대를 매복 공격하여 헤즈볼라 전투원 8명을 사살했다.
1989년 7월 27일, 남부 레바논의 헤즈볼라 지도자 셰이크 압둘 카림 오베이드와 그의 보좌관 2명이 지브치트에 있는 그의 집에서 이스라엘 방위군 특공대에 의해 납치되었다. 야간 급습은 당시 국방부 장관 이츠하크 라빈이 계획했다. 헤즈볼라는 1988년 2월 납치되었던 유엔 레바논 임시군 소속의 고위 미국 장교인 히긴스 대령을 처형했다고 발표하며 대응했다. 오베이드 납치 사건은 모든 측의 인질 납치 행위를 비난하는 유엔 안전 보장 이사회 결의 제638호 채택으로 이어졌다.

### 1989년 타이프 협정
1989년, 타이프 협정으로 레바논 내전은 공식적으로 종결되었다. 무력 충돌은 최소한 1990년 10월까지, 그리고 남부 레바논에서는 최소한 1991년까지 계속되었다. 이스라엘의 계속된 남부 레바논 주둔은 2000년 이스라엘 철수까지 낮은 강도의 전쟁과 산발적인 주요 전투로 이어졌다.
1991년 3월 29일, 동베이루트 안텔리아스 지구에서 차량 폭탄 테러로 3명이 사망했다.
1991년 12월 30일, 차량 폭탄 테러로 서베이루트에서 15명의 행인이 사망하고 100명 이상이 부상당했다. 이 공격은 주로 시아파 바스타 지역에서 발생했다.

### 레바논 내전 이후의 적대 행위 발발

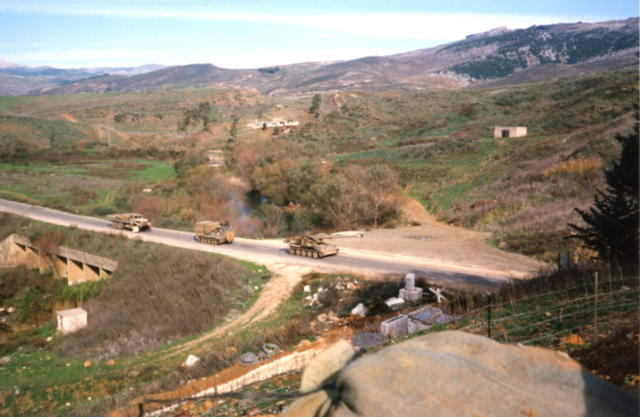
1988년 남부 레바논 카르달라 다리를 건너는 이스라엘 방위군 군사 순찰대

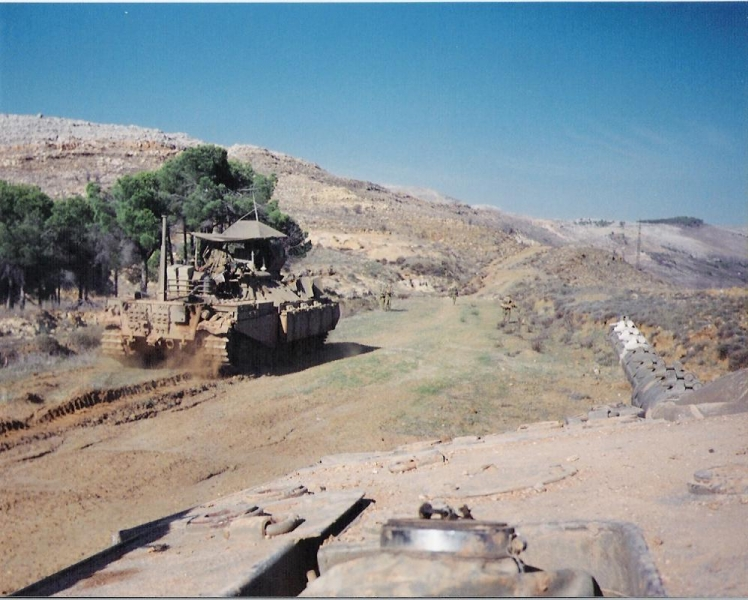
1995년 아이쉬예와 아르리한 사이에서 활동하는 이스라엘 방위군 군사 순찰대

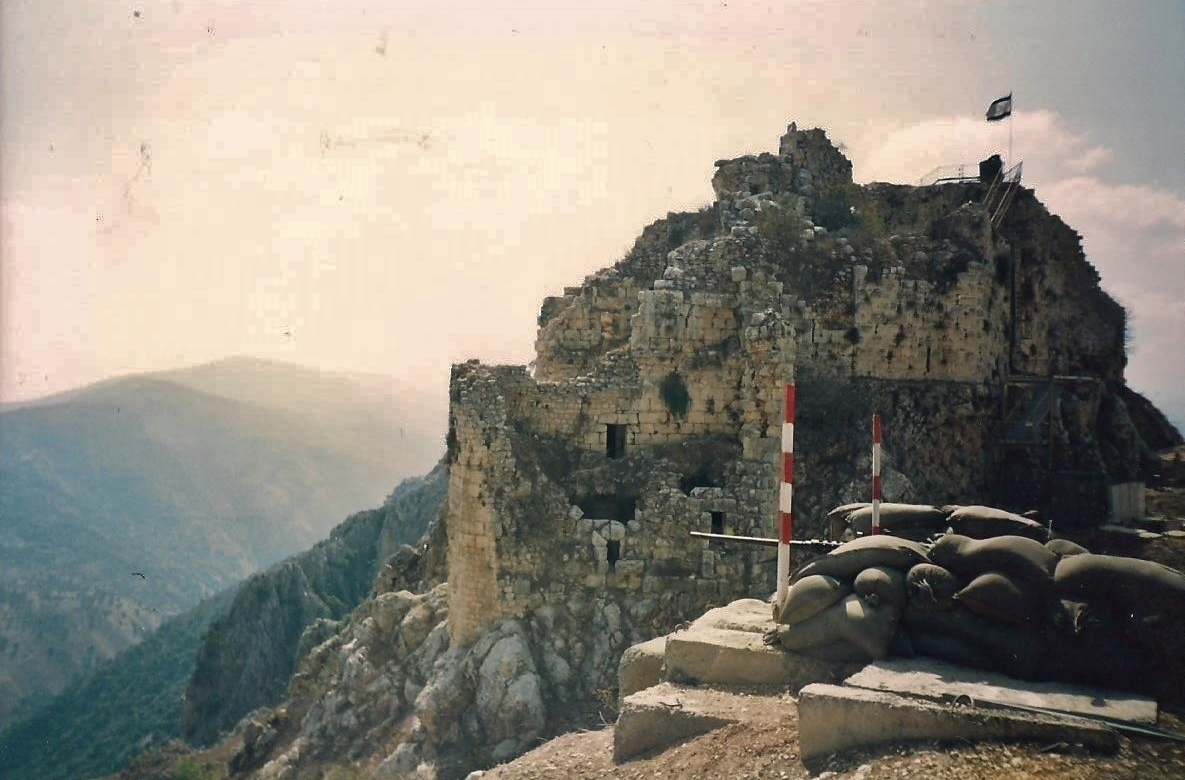
1995년 뷰포트 이스라엘 방위군 북부 군사 기지

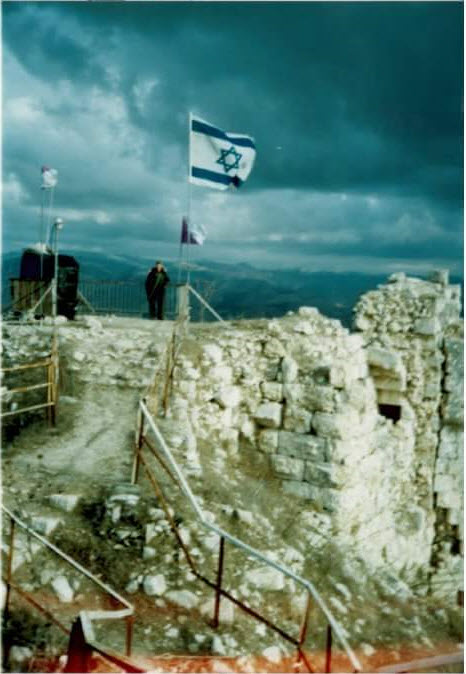
1993년 뷰포트 이스라엘 방위군 북부 군사 기지

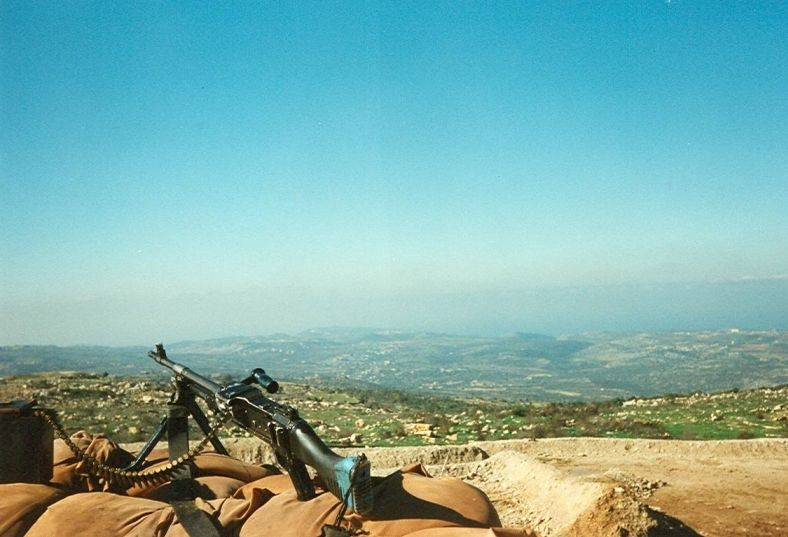
1998년 레바논 카르콤 이스라엘 방위군 군사 기지

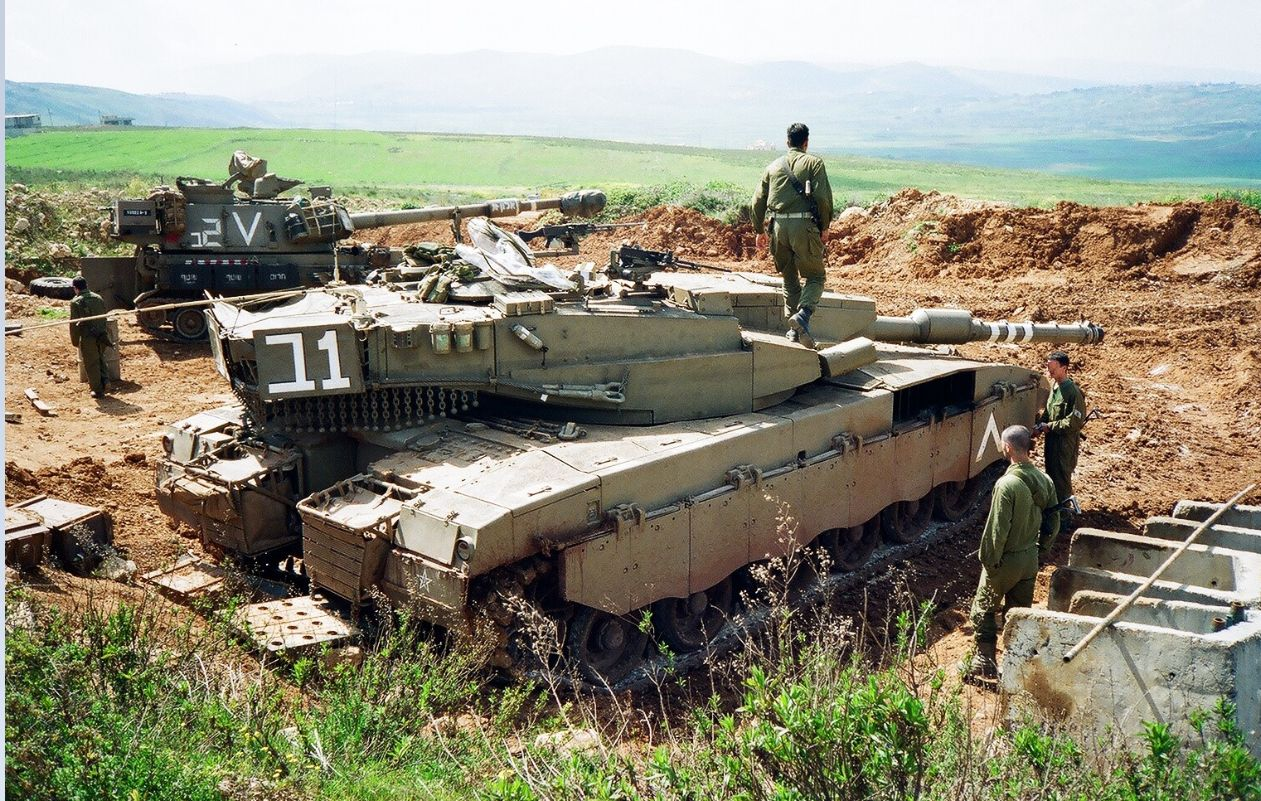
1998년 레바논 슈라이페 이스라엘 방위군 군사 기지 근처 이스라엘 방위군 전차

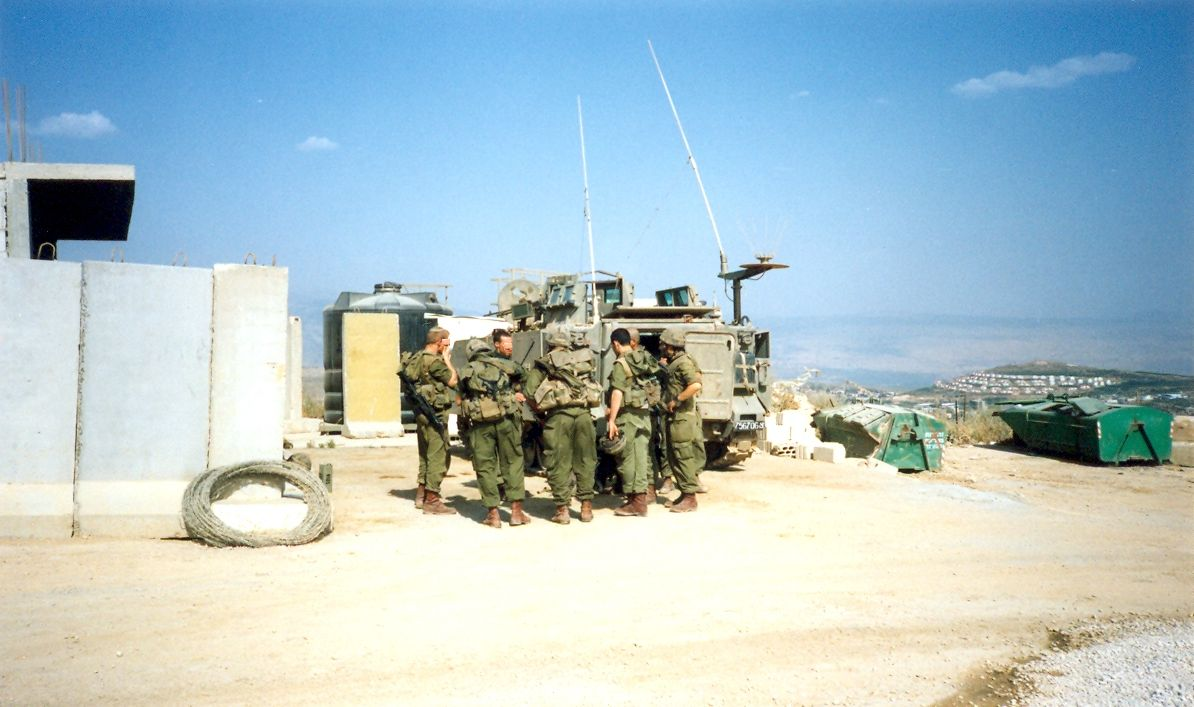
1999년 남부 레바논 갈라갈리트 이스라엘 방위군 군사 순찰대

레바논 내전의 대부분의 분쟁은 타이프 협정 이후 몇 달 안에 끝났지만, 이스라엘은 남부 레바논에 군사적 주둔을 계속 유지했다. 결과적으로, 이제 헤즈볼라가 지배하게 된 이슬람 저항군은 남부에서 작전을 계속했다.
이스라엘의 며칠간의 공습은 1991년 6월 4일 종료되었다. 1982년 이후 최대 규모의 공격에서 목표물에는 파타, 팔레스타인 해방대중전선, 팔레스타인 해방민주전선, 파타-혁명사령부에 속한 건물들이 포함되었다. 22명이 사망하고 82명이 부상당했다.
1991년 7월 4일, 타이프 협정에 따라 요구된 무장 해제 협상이 실패하자 레바논군은 남부 레바논의 팔레스타인 진지를 공격했다. 약 5,000명의 민병대에 맞선 10,000명의 병력이 참여한 이 공세는 3일간 지속되었고, 레바논군이 시돈 주변의 모든 팔레스타인 진지를 점령하는 것으로 끝났다. 이어진 협정에서 모든 중화기는 항복되었고, 보병 무기는 아인 알힐웨와 미에 미에 난민 캠프 두 난민 캠프에서만 허용되었다. 전투에서 73명이 사망하고 200명이 부상당했으며, 대부분은 팔레스타인인이었다.
헤즈볼라의 지도자 아바스 알무사위는 무기를 포기하지 않을 것이라고 선언했다. "우리 총은 넘을 수 없는 레드 라인이다." 1991년 7월 16일, 그들은 쿠프르 후나 보안 지대 북쪽에서 이스라엘 순찰대를 매복 공격했다. 이스라엘군 병사 3명(장교 2명 포함)이 사망하고 4명이 부상당했다. 헤즈볼라 전투원 1명이 사망했다. 다음 날 남레바논군은 인근 마지드 알-준에서 14채의 집을 파괴하고 작물을 불태웠다.
해체되기 전, 아말의 민병대원들은 남부 레바논에서 활동했다. 1991년 7월 29일, 그들은 남레바논군 (SLA) 대원 3명을 살해했다. 이스라엘은 포격으로 대응하여 마을 주민 2명을 살해했다. 1991년 8월 23일, 남레바논군 대원 2명이 아말 대원들에 의해 살해되었다. 이스라엘 방위군은 다음 날 포격으로 대응하여 민간인 1명을 살해했다. 유엔 레바논 임시군 소속의 아일랜드 병사 2명도 부상당했다.
1991년 11월 15일, 유엔 레바논 임시군 소속 아일랜드 병사 한 명이 남레바논군에 의해 사망했다. 11월 25일, 레바논군 병사 3명이 이스라엘 로켓에 의해 사망했다.
1992년 2월 16일, 알무사위는 그의 아내, 아들, 그리고 다른 4명과 함께 이스라엘 AH-64 아파치 헬리콥터 건십이 그의 차량 행렬에 미사일 3발을 발사하여 암살당했다. 이스라엘의 공격은 이틀 전 그들의 캠프에 침투한 이스라엘 병사 3명 살해에 대한 보복이었다. 헤즈볼라는 이스라엘 보안 지대에 로켓 포격을 가하며 대응했다. 이스라엘은 반격하고 두 개의 장갑 종대를 보안 지대 너머로 보내 카프라와 야테르에 있는 헤즈볼라 거점을 공격했다.
알무사위의 뒤를 이어 하산 나스랄라가 취임했다. 나스랄라의 첫 공개 선언 중 하나는 "보복" 정책이었다. 이스라엘이 레바논 민간인 목표물을 공격하면 헤즈볼라가 이스라엘 영토에 대한 공격으로 보복할 것이라는 내용이었다. 한편, 헤즈볼라는 점령된 레바논 영토 내에서 이스라엘 방위군 목표물에 대한 공격을 계속했다. 공격에 대한 보복으로 터키 주재 이스라엘 대사관 보안 책임자인 에후드 사단이 차량 폭탄 테러로 암살당했다. 이슬람 지하드 (레바논)은 29명이 사망한 1992년 부에노스아이레스 이스라엘 대사관 폭탄 테러가 그들의 응답이었다고 주장했다고 보고되었다.
암살 사건 3개월 후, 이스라엘 공군은 6일 동안 레바논에 5차례의 공습을 시작했다. 공격 대상 중 일부는 바알베크만큼 북쪽에 있었다. 마지막 날인 1992년 5월 26일에는 40발 이상의 미사일 공격이 있었다. 이 공세로 20명 이상의 민간인이 사망했다.
1993년, 적대 행위가 다시 불붙었다. 한 달 동안 헤즈볼라의 이스라엘 마을 포격과 군사 진지 공격이 있은 후, 이스라엘은 1993년 7월 책임감 작전이라는 7일간의 작전을 수행하여 헤즈볼라를 공격했다. 이 작전에서 이스라엘 병사 1명과 헤즈볼라 전투원 8~50명이 사망했으며, 이스라엘 민간인 2명과 레바논 민간인 118명도 사망했다. 남부 레바논에서 일주일간의 전투 후, 미국이 중재한 상호 합의에 따라 양측 모두 민간인 목표물에 대한 공격을 금지했다.
책임감 작전 종료 후 며칠간의 평온이 이어졌다가 가벼운 포격이 재개되었다. 8월 17일, 대규모 포병 교전이 발생했다. 8월 19일, 헤즈볼라의 두 차례 공격으로 이스라엘 병사 9명이 사망했다. 이스라엘은 헤즈볼라 진지에 대한 공습으로 대응하여 최소 두 명의 헤즈볼라 전투원을 살해했다.

### 1990년대 후반의 계속된 전투
1994년 2월 7일, 레바논 남부의 매복 공격으로 이스라엘 병사 4명이 사망하고 3명이 부상당했으며, 헤즈볼라는 이를 아바스 알무사위 사망 1주년을 기념하기 위한 것이라고 발표했다. 이 공격으로 헤즈볼라 사상자는 없었다.
1994년 5월, 이스라엘 특공대가 아말 지도자 무스타파 디라니를 납치했다. 6월에는 이스라엘 공습으로 훈련 캠프에 있던 30-45명의 헤즈볼라 훈련병이 사망했다. 헤즈볼라는 북부 이스라엘에 카튜샤 로켓 4발을 발사하며 보복했다.
1995년 3월 31일, 리다 야신(아부 알리라고도 알려진 남부 레바논의 헤즈볼라 고위 지휘관)은 티레에서 동쪽으로 10km 떨어진 이스라엘 보안 지대의 데르드게야 근처에서 자동차를 타고 가던 중 이스라엘 헬리콥터에서 발사된 단발 로켓에 맞아 사망했다. 그와 함께 타고 있던 보좌관도 사망했다. 보복 로켓 공격으로 이스라엘 민간인 1명이 사망하고 15명이 부상당했다. 1995년 5월, 이스라엘군과 총격전을 벌이던 헤즈볼라 전투원 4명이 이스라엘 진지에 침투하려다 사망했다.
1996년의 분노의 포도 작전은 150명 이상의 레바논 민간인 사망자를 낳았으며, 대부분은 카나의 유엔 기지 포격으로 인한 것이었다. 17일간의 폭격 후 이스라엘과 헤즈볼라 간에 휴전이 합의되었고, 민간인 사상자를 피하기로 약속했다. 전투는 최소한 두 달 동안 계속되었다. 헤즈볼라 전투원 14명, 시리아 병사 약 12명, 이스라엘 병사 3명이 전투에서 사망했다.
1995년, 이스라엘 방위군 에고즈 정찰대는 남부 레바논에서 헤즈볼라 작전에 대응하기 위한 특수부대 대게릴라 부대로 창설되었다. 이 부대의 초대 지휘관은 에레즈 주커만이었다. 주커만은 이 부대를 이끌고 남부 레바논에서 일련의 대게릴라 작전을 수행하여 많은 헤즈볼라 요원들을 사살했다. 1996년 9월, 주커만은 이 부대의 병력을 이끌고 수주드 능선에서 작전을 수행했다. 이 부대는 헤즈볼라 요원 3명을 조우하여 사살했지만, 자신들의 손실은 사망자 2명과 부상자 여러 명이었다. 이 부대는 1996년에 16명의 게릴라를 사살한 것으로 알려져 있다.
1996년 12월 14일, 보안 지대 이스라엘 방위군 사령관 엘리 아미타이 준장은 보안 지대 동부 지역에서 그가 타고 가던 이스라엘 방위군 호송대가 매복 공격을 받아 경상을 입었다. 일주일도 채 되지 않아 아미타이 준장은 이스라엘 방위군 북부 사령부 사령관 아미람 레빈 소장과 함께 방문 중이던 브라쉬트 근처 남레바논군 진지에 헤즈볼라가 박격포 포격을 가하여 다시 경상을 입었다.
1996년 12월, 남레바논군 병사 2명이 사흘간의 전투에서 사망했고, 헤즈볼라 전투원 1명은 이스라엘군에 의해 사망했다.
1997년 2월 4일, 두 대의 이스라엘 수송 헬리콥터가 레바논으로 비행 허가를 기다리던 중 북부 이스라엘 셰아르 야슈브 상공에서 충돌했다. 이 재난으로 총 73명의 이스라엘 방위군 병력이 사망했다. 2월 28일, 이스라엘군 1명과 헤즈볼라 게릴라 4명이 충돌로 사망했다.
보안 지대 가장자리를 따라 침투 경로를 파악한 이스라엘 특수부대, 특히 에고즈 정찰대의 활동 증가는 헤즈볼라가 보안 지대에 침투하여 도로변 폭탄을 설치하는 능력을 방해했다. 1997년 상반기 동안 헤즈볼라는 점진적으로 침투 시도를 줄이고 이스라엘 방위군 및 남레바논군 전초 기지에 대한 장거리 포격에 점점 더 의존하게 되었다. 이러한 성공에 고무된 이스라엘 특공대원들은 보안 지대 북쪽에서 습격을 감행하여 헤즈볼라 대원들을 그들의 고향 마을에서 사살하기 시작했다.
특히 1997년 8월 3~4일 밤에 이루어진 한 습격에서 골라니 여단 병사들은 크페이르 마을을 습격하여 쇠구슬이 채워진 세 개의 도로변 폭탄을 남겨두었고, 이는 몇 시간 후 이스라엘 공군 무인 항공기(UAV)에 의해 폭발하여 두 명의 지휘관을 포함한 다섯 명의 헤즈볼라 대원들을 살해했다. 도로변 폭탄 공격과 이스라엘 특수부대의 깊숙한 침투 습격에 직면한 헤즈볼라는 점점 더 방어 태세를 취하게 되었고 전술을 재고해야만 했다.
크페이르 특공대 습격 이후, 헤즈볼라는 이스라엘 특공대 습격에 대응하기 위해 보안 지대 북쪽 마을들의 보안을 강화했다. 야간 관측을 담당하는 헤즈볼라 부대는 순찰을 강화하여 잠재적인 헬리콥터 착륙 지점, 보안 지대에서의 침투 통로, 해안의 착륙 지점을 감시했다. 잠재적인 침투 경로를 따라 도로변 폭탄이 설치되었다. 마을의 주요 지역, 언덕 꼭대기, 계곡은 매일 밤 감시되었다.
8월 28일, 와디 살루키에서 이스라엘 방위군 병력 (골라니 여단)과 공군 및 포병 지원, 그리고 아말 운동 무장 세력 간의 충돌 중에 대규모 아군 사격 사건이 발생했다. 아말 무장 세력 4명이 사망했지만, 이스라엘군의 포격으로 인해 화재가 발생하여 이스라엘 방위군 병사 4명이 사망했다.
1997년 9월 5일, 이스라엘 샤예테트 13 해군 특공대 16명이 해상 침투 작전을 시도했으나, 병력들이 헤즈볼라와 아말의 매복에 걸려 실패했다. 특공대가 해안 마을 안사리예로 향하던 중, 급조폭발물에 매복당하고 맹렬한 공격을 받아 지휘관 요시 코라킨 중령이 사망했으며, 다른 병사가 휴대하고 있던 폭탄이 폭발하여 더 많은 병력이 사망했다. 생존자들은 무전으로 도움을 요청했고, 이스라엘은 즉시 669부대와 사예레트 마트칼에서 두 대의 CH-53 헬리콥터를 이용한 구조팀을 파견했다.
헬리콥터와 미사일 보트로 구성된 구조대가 지원을 위해 도착하여 구조대원들이 사망자와 생존자를 대피시키는 동안 공습을 실시했다. 레바논군 대공 방어 부대는 대공포를 발사하고 헬리콥터에 조명탄을 발사했으며, 이후 이스라엘 F-16이 대공 진지를 공격했다. 헤즈볼라는 박격포를 발사하여 구조대에 있던 드루즈군 의사를 사망시키고 헬리콥터에 손상을 입혔다. 이스라엘 미사일 보트는 박격포 발사 지점을 향해 발포했다. 이 전투는 이스라엘이 미국 정부에 연락하여 시리아와 헤즈볼라에 전달하도록 위협하여, 헤즈볼라가 구조 임무를 막으려 하면 대규모 군사력으로 대응하겠다고 위협한 후 헤즈볼라와 아말이 발포를 중단하고 레바논군이 진입하면서 끝났다. 12명의 이스라엘인, 6명의 헤즈볼라 및 아말 전투원, 2명의 레바논 군인이 사망했다. 지나가던 차에 있던 여성 1명도 사망했다.
2010년, 하산 나스랄라는 1997년에 헤즈볼라가 레바논 상공을 비행하던 이스라엘 무인 항공기(UAV)를 해킹하여 특공대원들이 어떤 경로를 택할 계획인지 파악하고 그에 따라 매복을 준비했다고 주장했다. 1997년 9월 13~14일, 레바논에서의 이스라엘 방위군 급습으로 헤즈볼라 전투원 4명과 레바논 군인 6명이 추가로 사망했다.
1997년 9월 12일, 보안 지대 가장자리에서 에고즈 특공대의 매복 공격으로 헤즈볼라 전투원 3명이 사망했다. 그 중 한 명은 헤즈볼라 지도자 하산 나스랄라의 아들인 하디 나스랄라였다. 1998년 5월 25일, 실패한 특공대 습격에서 사망한 이스라엘 병사들의 유해가 이스라엘 교도소에 억류되어 있던 레바논 포로 65명과 이스라엘에 의해 포로로 잡힌 헤즈볼라 전투원 및 레바논 병사 40명의 시신과 교환되었다. 레바논으로 송환된 시신 중에는 하디 나스랄라의 유해도 있었다.
1997년 가을, 헤즈볼라는 새거 미사일을 사용하기 시작했다. 10월 8일, 이스라엘 방위군 병사 2명이 그들의 전차가 피격되어 사망했다. 다른 6명의 사상자가 발생했으며, 그 중 2명은 중상이었다. 공격은 이스라엘 국경에서 300미터 떨어진 곳에서 발생했다. 10일 후 또 다른 병사가 전차가 피격되어 사망했다. 이로 인해 1997년 사망한 이스라엘 병사의 수는 39명으로, 1996년보다 12명 더 많았다. 새로운 전술로 인해 센추리온 전차가 철수하고 메르카바 전차의 장갑이 업그레이드되었다. 당시 헤즈볼라는 한 번에 500명의 전투원을 현장에 배치하고 있었고, 이스라엘 방위군은 남레바논군 2,000명과 함께 보안 지대에 1,000명의 병력을 보유하고 있었다고 보고되었다.
1998년 한 해 동안 레바논 남부에서 21명의 이스라엘 병사가 사망했다. 이스라엘은 헤즈볼라의 능력을 방해하기 위한 체계적인 작전을 수행했으며, 1998년 12월, 이스라엘군은 바알베크 북쪽에서 헤즈볼라 폭탄 전문가 자히 나임 하드르 아흐메드 마하비를 암살했다.
1999년 2월 9일, 헤즈볼라 전투원들이 기바티 여단의 이스라엘 방위군 부대를 매복 공격하면서 1998년 10월 이후 첫 번째 이스라엘군 사망자가 발생했다. 전투에서 이스라엘 병사 1명과 최소 3명의 헤즈볼라 전투원이 사망했고, 7명의 이스라엘 병사가 부상당했다.
1999년 2월 23일, 야간 순찰 중이던 이스라엘 방위군 낙하산 부대가 레바논 남부에서 매복 공격을 받았다. 에이탄 발라흐산 소령과 2명의 중위가 사망했으며, 5명의 다른 병사들이 부상당했다.
2월 28일, 이스라엘 점령 보안 지대 내 카우카바와 아르눈 사이 도로에서 도로변 폭탄이 폭발했다. 당시 레바논에서 복무 중인 이스라엘군 최고위 장교인 골라니 여단 사령관이자 이스라엘 방위군 연락 부대장인 에레즈 게르슈타인 준장과 드루즈 이스라엘군 병사 2명, 이스라엘 기자 1명이 폭발로 사망했다.
1999년 5월, 헤즈볼라군은 레바논 남부의 이스라엘군 및 남레바논군 전초 기지 14곳을 동시에 공격했다. 남레바논군 소속의 베이트 야훈 기지는 점령되었고 남레바논군 병사 한 명이 포로로 잡혔다. 헤즈볼라 전투원들은 장갑차(APC) 한 대를 훔쳐 달아났다. 이 지역은 이스라엘 공군의 폭격을 받았다. 나포된 장갑차는 베이루트 남부 교외를 통해 시가 행진했다.
1999년 6월, 레바논 남부 마을들이 닷새 동안 포격당한 후, 헤즈볼라가 북부 이스라엘에 카튜샤 로켓을 발사하여 4명이 부상당했다. 이스라엘의 대응은 즉각적이었다. 6월 24~25일, 이스라엘 공군은 몇 시간 동안 두 차례의 공습을 시작했다. 첫 공습 후, 헤즈볼라는 키르야트시모나 중심부에 두 번째 로켓을 발사하여 2명을 살해했다. 이스라엘의 폭격으로 추정되는 피해액은 5,200만 달러에 달했다. 베이루트에서 남쪽으로 가는 도로의 다리 5개가 파괴되었다.
잠후르의 발전소가 공격당하자 베이루트 전체가 암흑 속에 잠겼다. 이곳에서 소방관 3명이 폭탄에 맞아 사망했다. 이 발전소는 분노의 포도 작전 때 피격당한 후 수리되었다. 지예의 전화 회사 본부와 바알베크의 헤즈볼라 알마나르 라디오 방송국도 파괴되었다. 레바논인 8명이 사망하고 70명이 중상을 입었으며, 그 중 2명은 혼수상태에 빠졌다.
1999년 8월, 헤즈볼라 특수부대 지도자이자 헤즈볼라 지휘관인 알리 하산 딥(일명 아부 하산)이 이스라엘 군사 작전에서 암살당했다. 딥은 시돈에서 운전 중이었는데, 상공을 날던 무인 항공기(UAV)에서 원격 신호로 도로변 폭탄 2개가 폭발했다. 얼마 지나지 않아, 폭탄을 설치하러 가던 헤즈볼라 전투원들이 이스라엘 방위군 골라니 여단 분대에 의해 저지된 후 와디 살루키에서 이스라엘 방위군 병력과 헤즈볼라 전투원 사이에 충돌이 발생했다. 전투에서 이스라엘 방위군 병사 2명과 헤즈볼라 전투원 3명이 사망했다. 헤즈볼라는 이 사건이 딥 암살에 대한 보복이라고 발표했다.
전반적으로 1999년 동안 수십 명의 헤즈볼라 및 아말 전투원이 사망했다. 이스라엘군 병사 12명과 민간인 1명도 사망했으며, 그 중 1명은 사고사였다.

## 2000년 이스라엘 철수 및 남레바논군 붕괴

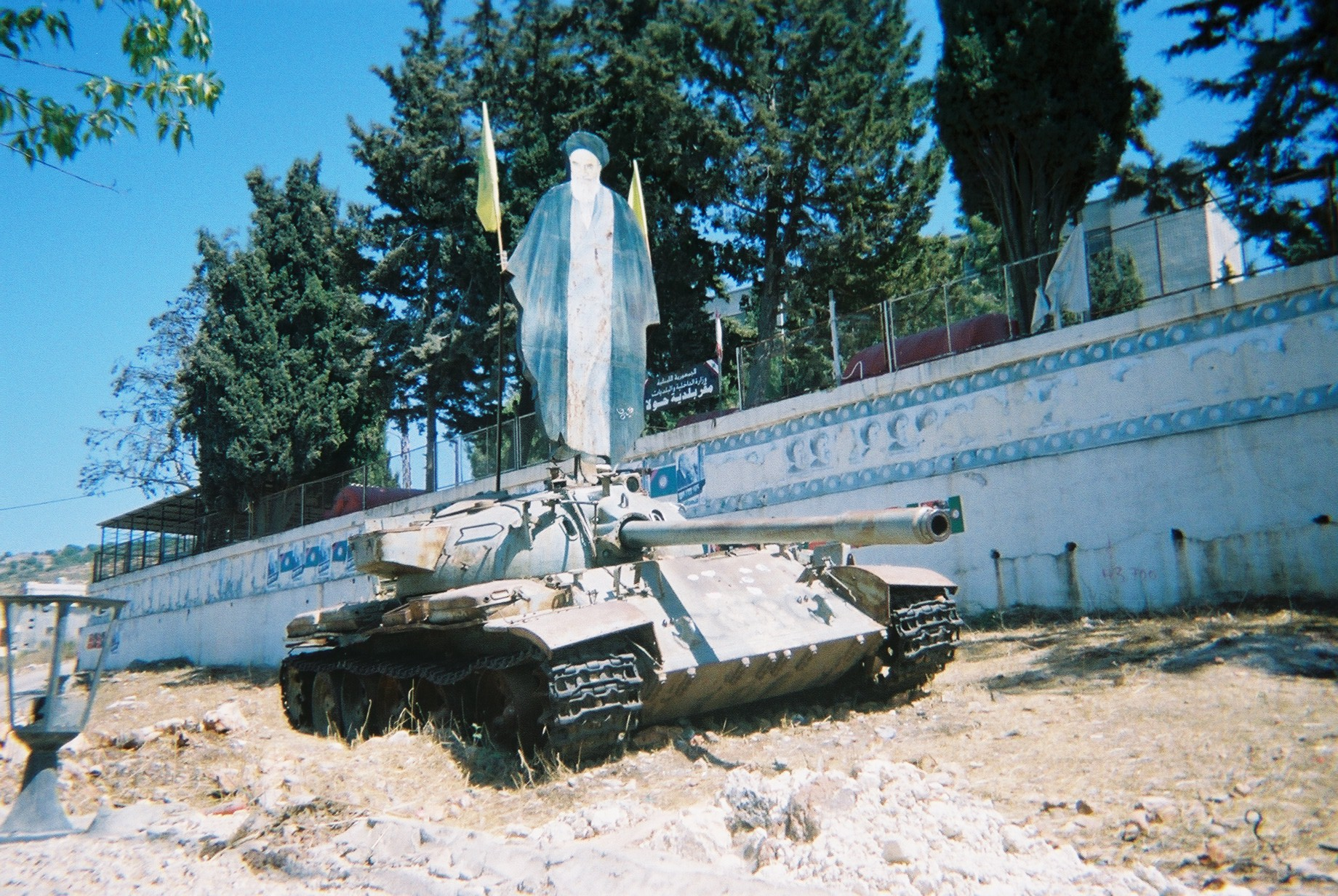
훌라 마을에서 발견된 남레바논군 전차로, 고(故) 루홀라 호메이니 아야톨라의 나무 초상화가 특징이다.

1999년 7월, 에후드 바라크가 이스라엘 총리가 되면서 2000년 7월까지 국제 국경으로 일방적으로 철수하겠다고 약속했다. 그의 조치 이전에 많은 사람들은 이스라엘이 시리아와 합의에 도달해야만 남부 레바논에서 철수할 것이라고 믿었다.
2000년 1월, 헤즈볼라는 보안 지대에서 남레바논군 서부 여단 사령관 아클 하심 대령을 그의 집에서 암살했다. 하심은 남레바논군의 일상적인 작전을 담당했으며 앙투안 라하드 장군의 후임으로 유력한 후보였다. 이 암살 이후 남레바논군 (SLA)의 리더십에 대한 의문이 제기되었다. 하심의 추적 및 암살은 단계별로 기록되었고 그 영상은 헤즈볼라 TV 채널인 알마나르를 통해 방영되었다. 이 작전과 미디어에서의 발표 방식은 남레바논군 내부 사기에 치명적인 타격을 입혔다.
2000년 봄 동안, 헤즈볼라의 작전은 점령된 레바논 영토 내 이스라엘 군사 전초 기지에 대한 지속적인 괴롭힘으로 상당히 강화되었다. 대규모 철수 계획을 준비하기 위해 이스라엘군은 남부 레바논 보안 지대 내 여러 전방 진지를 포기하기 시작했다. 5월 24일, 이스라엘은 남부 레바논에서 모든 병력을 철수할 것이라고 발표했다. 7월 7일로 정해진 마감일보다 6주 이상 앞당겨 다음 날 말까지 모든 이스라엘군이 레바논에서 철수했다.
이스라엘의 철수는 남레바논군의 붕괴와 헤즈볼라 군대의 해당 지역으로의 신속한 진격으로 이어졌다. 이스라엘 방위군(IDF)이 철수하자 수천 명의 시아파 레바논인들이 재산을 되찾기 위해 남부로 서둘러 돌아갔다. 이 철수는 헤즈볼라의 승리로 널리 간주되었고 레바논에서 헤즈볼라의 인기를 높였다. 레바논이 이스라엘이 점령하고 있는 셰바팜스를 계속 주장하고 있기 때문에 철수의 완전성은 여전히 논란의 여지가 있다. 셰바팜스는 레바논-이스라엘-시리아 국경에 있는 작은 영토로, 주권이 논란 중이다.
시리아가 지원하는 레바논 정부가 이스라엘과의 국경을 획정하는 것을 거부하자, 이스라엘은 지역 코디네이터 테례 뢰드-라르센이 이끄는 유엔 지도 제작자들과 협력하여 이스라엘이 점령한 모든 레바논 영토에서 철수했음을 증명했다. 2000년 6월 16일, 유엔 안전 보장 이사회는 이스라엘이 유엔 안전 보장 이사회 결의 제425호 (1978)에 따라 레바논 전역에서 병력을 철수했다고 결론 내렸다.
이스라엘은 이 움직임을 전술적 철수로 간주했는데, 이는 항상 보안 지대를 이스라엘 시민을 방어하기 위한 완충 지대로 여겼기 때문이다. 점령을 끝냄으로써 바라크 내각은 세계적 이미지를 개선할 것으로 예상했다. 에후드 바라크는 이스라엘이 평화 협정 없이 일방적으로 철수하지 않았다면 "헤즈볼라는 외국 점령자에 맞선 투쟁에서 국제적 정당성을 누렸을 것"이라고 주장했다.

## 여파

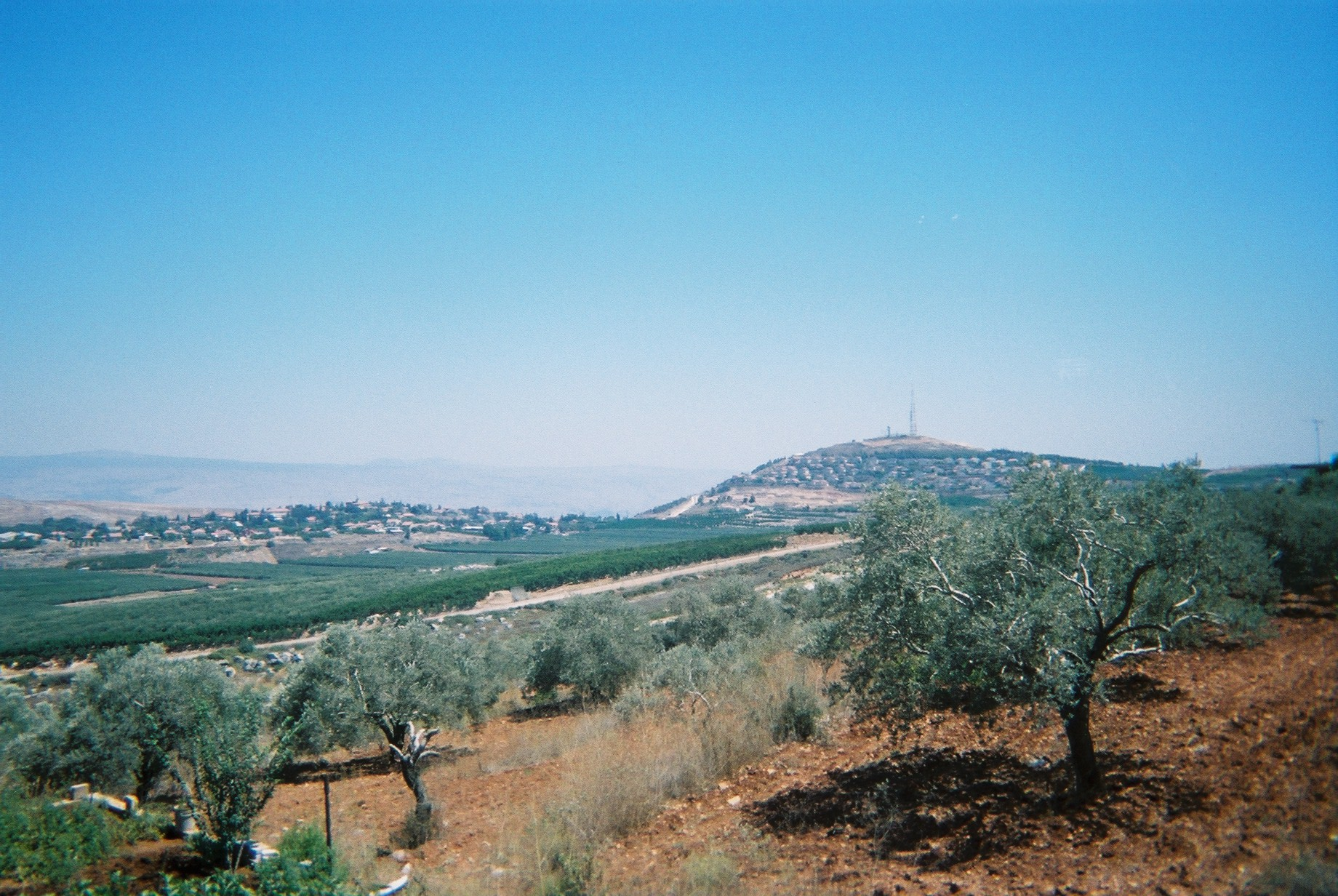
2007년 레바논 국경에서 본 이스라엘군 전초 기지

이스라엘이 철수하자 헤즈볼라가 이스라엘을 지지했다고 여겨지는 사람들에게 복수를 할 것이라는 두려움이 남부 레바논의 기독교 레바논인들 사이에 널리 퍼졌다. 철수 중과 철수 후 약 10,000명의 레바논인, 대부분 마론파, 갈릴래아로 도피했다. 헤즈볼라는 나중에 레바논 기독교 성직자들과 만나 이스라엘의 철수가 단지 하나의 종파나 민병대의 승리가 아니라 레바논 국가 전체의 승리임을 재확인시켰다.
철수로 인한 잠정적인 평화는 오래가지 못했다. 2000년 10월 7일 헤즈볼라가 이스라엘을 공격했다. 국경을 넘는 습격으로 레바논 국경을 순찰하던 이스라엘군 병사 3명이 공격당하고 납치되었다. 이 사건은 이스라엘과 헤즈볼라 간의 2개월간의 교전으로 확대되었으며, 주로 헤르몬 능선에서 발생했다. 납치된 병사들의 시신은 2004년 1월 이스라엘 감옥에 수감된 레바논 포로 450명과의 포로 교환에서 이스라엘로 송환되었다. 오랜 기간 레바논에 수감된 사미르 알-꾼타르는 이 거래에서 제외되었다.
이스라엘 정부는 이스라엘이 "납치된 항해사 론 아라드의 운명에 대한 실질적인 정보를 제공받으면" 사미르 알-꾼타르를 석방하겠다는 "추가 합의"에 동의했다. 하렐과 이사차로프에 따르면 포로 교환 거래의 두 번째 단계는 단지 "법적인 술책"에 불과했다. 이스라엘은 헤즈볼라가 제공한 정보에 만족하지 않았고 알-꾼타르의 석방을 거부했다. "냉소적인 사람들은 꾼타르를 몇 년 더 감옥에 가두기 위해 제2차 레바논 전쟁에 휘말릴 가치가 있었는지 의문을 제기할 수도 있다."

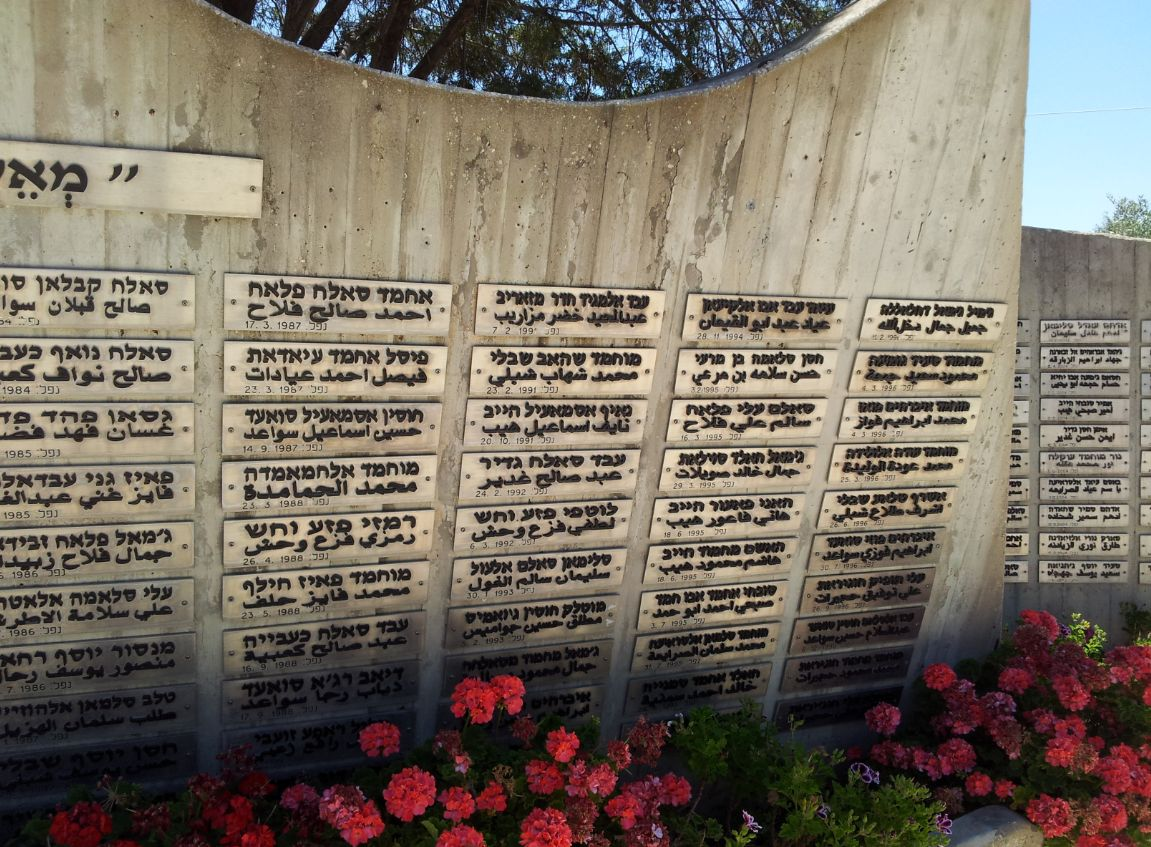
이스라엘 방위군 베두인 추모벽.

2006년 7월, 헤즈볼라는 이스라엘 도시와 마을을 포격하면서 국경을 넘는 습격을 감행했다. 습격 중 헤즈볼라는 이스라엘 병사 2명을 납치하고 8명을 살해했다. 이에 대한 보복으로 이스라엘은 납치된 병사들을 구출하고 남부 레바논에 완충 지대를 만들기 위해 2006년 레바논 전쟁을 시작했다.

## 같이 보기
- 이스라엘의 남부 레바논 점령
- 시리아의 레바논 점령
- 2008년 레바논 전쟁

일반:
- 중동 현대 분쟁 목록